# Riso al forno
El riso al forno ('arroz al horno' estilo lucano) es un plato de la cocina tradicional de Basilicata. En dialecto lucano, se le conoce como risu a ru furnu.

## Preparación
Se forman y se fríen unas albóndigas (polpettine) de carne de vaca, huevo, pan rallado, queso pecorino, perejil, ajo, pimienta y sal. El arroz se cuece en agua con sal, y se dispone en un cazo en cuyo fondo se ha echado el sugo di carne. Se agregan las albóndigas, el salami (salsiccia lucana), queso provola y los hígados (fegatini) fritos y picados, y se introduce en el horno a cocerse larga y lentamente.